# Apegus minor
Apegus minor är en stekelart som beskrevs av Jean-Jacques Kieffer 1913. Apegus minor ingår i släktet Apegus och familjen Scelionidae. Inga underarter finns listade i Catalogue of Life.